# Amor a primera vista
Amor a primera vista es una película de Argentina en blanco y negro dirigida por Leo Fleider sobre el guion de Jean Cartier adaptado por Abel Santa Cruz que se estrenó el 15 de marzo de 1956 y que tuvo como protagonistas a Lolita Torres, Osvaldo Miranda, Susana Campos y Morenita Galé. En 1984 para su exhibición en Argentina el filme estadounidense Falling in Love de Ulu Grosbard, protagonizada por Meryl Streep y Robert De Niro debió dejar de lado el título inicialmente elegido de Amor a primera vista -que estaba registrado- y usar el de Enamorándose.

## Sinopsis
Una mujer se casa por poder con un cantante de boleros pero él cree que se trata de otra persona.

## Reparto
- Lolita Torres....Matilde Alvarezza / Carlitos
- Osvaldo Miranda....Mario de la Rosa
- Ramón J. Garay....Valentín Saporiti
- Susana Campos....Lucía
- Morenita Galé....Manón
- Josefa Goldar....Doña Clara
- Nelly Láinez....Rosario
- Mónica Linares....Mecha
- Lalo Malcolm....don César
- Marcos Zucker....Jaime
- Alfredo Almanza....Carlos
- Enrique Kossi....integrante del elenco teatral
- Francisco Donadío....psiquiatra
- Osvaldo Domecq....capitán
- Miguel Cossa....traspunte
- Carlos Cotto....empresario del teatro de Buenos Aires
- Julio Bianquet....empresario del teatro de México
- Jorge Gandolfo....extra
- Gilberto Rey....integrante del elenco teatral

## Comentarios
La Nación opinó:

”Ágil juego de una comedia de enredos.”

Por su parte Manrupe y Portela escriben:

”Rutinaria comedia de almíbar con Lolita Torres y sus canciones.”